# 見市温泉

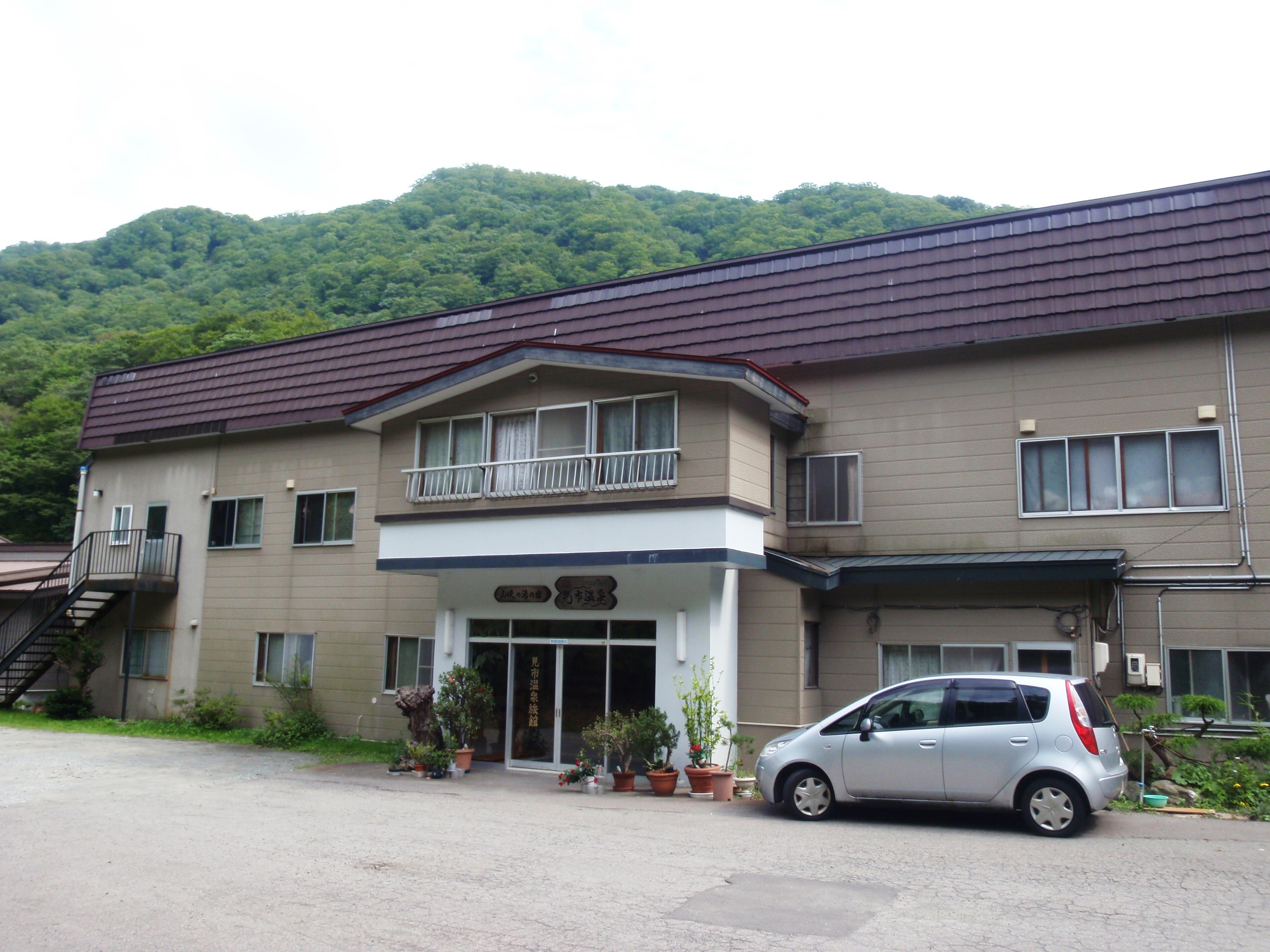
見市温泉旅館

見市温泉（けんいちおんせん）は、北海道二海郡八雲町熊石大谷町にある温泉である。

## 泉質
- ナトリウム - 塩化物泉（中性低張性高温泉）（旧泉質名：弱食塩泉）
  - 源泉温度 59.8℃、pH 6.4（中性）、湧出量 110L/min（自噴）
  - 微弱茶褐色 極微濁、弱カン味、無臭[2]

## 温泉地
見市川沿いに一軒宿の「見市温泉旅館」がある。温泉施設は内風呂と、見市川を望む露天風呂があり、源泉掛け流しである。

## 歴史
- 慶応年間に現在の宿の初代が、熊が傷を癒しているところを発見したと伝えられる。
- 1868年（明治元年）に温泉宿として営業開始した。
- 戦前は造材や鉱山関係者、戦後も北洋の漁船員で賑わった[3]。

## アクセス
- バス：熊石・八雲間予約バス「見市温泉入口」下車[4]
- 車：道央自動車道八雲ICから約30km、40分。